# Гайчурский элеватор
Гайчурский элеватор (укр. Гайчурський елеватор) — предприятие пищевой промышленности в посёлке городского типа Терноватое Новониколаевского района Запорожской области Украины.

## История
Гайчурский элеватор был создан в 1930е годы на основе созданного при железнодорожной станции Гайчур колхозного зернохранилища, перед началом Великой Отечественной войны его ёмкость была увеличена до 1,7 тыс. тонн.
В ходе боевых действий и немецкой оккупации селения (6 октября 1941 - 18 сентября 1943) элеватор пострадал и был полностью разрушен при отступлении немецких войск.
В соответствии с пятым пятилетним планом восстановления и развития народного хозяйства СССР здесь был построен и в 1955 году - введён в эксплуатацию новый элеватор увеличенной ёмкости.
В 1962 году за чёткую организацию поточной обработки зерна и повышение эффективности труда коллектив работников элеватора был награждён дипломом ВДНХ 1-й степени.
После провозглашения независимости Украины линейный элеватор перешёл в ведение министерства сельского хозяйства и продовольствия Украины.
В марте 1995 года Верховная Рада Украины внесла элеватор в перечень предприятий, приватизация которых запрещена в связи с их общегосударственным значением.
После создания в августе 1996 года государственной акционерной компании "Хлеб Украины" элеватор стал дочерним предприятием ГАК "Хлеб Украины", после чего государственное предприятие было преобразовано в арендное предприятие. В ноябре 1997 года Кабинет министров Украины утвердил решение о приватизации элеватора до конца 1997 года, после чего арендное предприятие было реорганизовано в открытое акционерное общество.
В июне 1999 года элеватор был передан в управление Запорожской областной государственной администрации.
В декабре 2005 года Кабинет министров Украины принял решение о продаже 11,31% находившихся в государственной собственности акций элеватора.
После начала в 2008 году экономического кризиса Фонд государственного имущества Украины получил разрешение на продажу оставшихся в государственной собственности акций предприятия.
Весной 2017 года пять элеваторов на территории Запорожской области (в том числе, Гайчурский элеватор) перешли в собственность группы компаний "Прометей".

## Современное состояние
Основной функцией предприятия является хранение зерновых культур.
Общая накопительная ёмкость элеватора составляет 65 тыс. тонн. В состав элеватора входят лаборатория, 16 механизированных складов напольного типа (общим складским объёмом 40 тыс. тонн) и 3 силосных корпуса (общим объёмом 25 тыс. тонн), погрузочно-разгрузочный железнодорожный пункт (оснащённый вагонными весами грузоподъёмностью до 150 тонн), 6 точек приёмки зерна (оснащённые 6 подъёмниками и 2 автомобильными весами грузоподъёмностью 30 и 60 тонн соответственно), 4 сепаратора и 2 зерносушилки.